# Francesco Cascio (missionario)
Francesco Cascio (Licodia Eubea, 1600 – Luanda, 16 aprile 1682) è stato un religioso e missionario italiano, dell'Ordine dei frati minori cappuccini (O.F.M.Cap.), servo di Dio per la Chiesa cattolica.

## Biografia
Nacque a Licodia Eubea nel 1600, da Antonina e Antonio Cascio.
All'età di vent'anni vestì l'abito cappuccino, iniziando il Noviziato presso il convento di Agira e ricevendo il nome di fra Francesco da Licodia Eubea.
Emessi i voti temporanei scelse di rimanere fratello laico, e venne assegnato, dai superiori, quale "fratello compagno" del venerabile padre Innocenzo Marcinò da Caltagirone, che accompagnava nelle predicazioni e nei diversi servizi pastorali.
Nel 1643, padre Innocenzo, divenuto ministro generale, lo volle con sé durante la visita pastorale alle province dell'Ordine
Nel 1645, fra Francesco, chiese ed ottenne il permesso di poter partire in missione e nel 1648, insieme ad un gruppo di confratelli, dopo un lungo viaggio, raggiunse la terra d'Angola, in Africa.
Inizialmente costretti ad alloggi di fortuna, giunti a Luanda, la capitale, si stanziarono presso la chiesa di Sant'Antonio e li vi costruirono un piccolo alloggio.
Fra Francesco si distinse, particolarmente,  per il servizio agli schiavi, ai malati e ai bambini, conducendo una vita di altissima povertà.
La sua celletta era un piccolo stanzino, usava tre tronchi per letto ed una pietra come cuscino. Durante il giorno si dedicava al servizio, svolgendo senza risparmiarsi anche i lavori più pesanti, a beneficio dei più bisognosi; la notte, a discapito del riposo, era dedito alla preghiera e alla penitenza.
A Luanda molte persone, trovandosi in stato di particolare necessità o di pericolo, ricorrevano a lui. Una testimonianza, raccolta in occasione del processo di beatificazione, riporta come fra Francesco venendo a conoscenza di una condanna a morte, offrì la sua vita per avere salva quella del condannato. Giunto sul patibolo e col cappio al collo, il governatore, che attendeva all'esecuzione, appurato il grande eroismo di fra Francesco, concesse la grazia al condannato, risparmiando, così, la vita del frate.
Dopo 34 anni di intensa vita missionaria, consumato dalle fatiche e dall'età, morì a Luanda il 18 aprile 1682.
Il corpo di fra Francesco rimase esposto per quattro giorni alla venerazione dei numerosi fedeli, accorsi per un ultimo saluto.
Visto il perdurare della fama di santità del frate missionario, venne istruito il processo informativo, trasmesso a Roma il 19 aprile 1743. La causa è tuttora in corso.